# S/2004 S 17
S/2004 S 17 este un satelit natural al lui Saturn. Descoperirea sa a fost anunțată de Scott S. Sheppard⁠(d), David C. Jewitt⁠(d), Jan Kleyna⁠(d) și Brian G. Marsden pe 4 mai 2005 din observațiile efectuate între 13 decembrie 2004 și 5 martie 2005. 
S/2004 S 17 are aproximativ 4 kilometri în diametru și îl orbitează pe Saturn la o distanță medie de 19.847.000 km în 1.044 zile, la o înclinație de 168,1° față de ecliptică , într-o direcție retrogradă și cu o excentricitate de 0,165.
Acest satelit a fost considerat pierdut până la anunțarea redescoperirii sale pe 12 octombrie 2022.   